# Station Nador-Zuid
Station Nador-Zuid is een van de twee stations in de stad Nador, Marokko: zie Treinstations in Nador. Nador Súd ligt net buiten de formele stadsgrens van Nador terwijl Nador-Ville echt in het centrum van de stad ligt.
Ten noorden van Nador-Ville is er nog de halte van Beni-Ansar en Beni-Ansar Port die in de volksmond Gare Nador Port wordt genoemd omdat het de halte is van de Haven van Nador.